# Pedro León
Pedro León Sánchez Gil (født 24. november 1986 i Mula, Spanien) er en spansk fodboldspiller, der spiller for La Liga-klubben Eibar som højre fløj. Han har tidligere spillet i klubberne Real Murcia, Levante, Valladolid, Getafe og Real Madrid.
Han blev købt af Real Madrid i 2010 for omkring 10 millioner euro.
Han storebror er den kendte cykelrytter Luis León Sánchez.